# Криштофович В'ячеслав Сигизмундович
В'ячеслав Сигизмундович Криштофович (нар. 26 жовтня 1947, Київ) — український кінорежисер, сценарист і театральний педагог. Академік Національної академії мистецтв України (2017). Заслужений діяч мистецтв України (2000). Член Національної спілки кінематографістів України. Лауреат Державної премії України імені Олександра Довженка.

## Життєпис
Закінчив режисерський факультет Київського державного інституту театрального мистецтва ім. І. Карпенка-Карого (1971).
З 1970 р. — режисер Київської кіностудії ім. О. П. Довженка.
Викладає у Київському державному інституті театрального мистецтва ім. І. Карпенка-Карого.

## Фільмографія

### Актор
- «Совість» (рос. Совесть) (1968)
- «Серце Бонівура» (рос. Сердце Бонивура) (1969)
- «Перше правило королеви» (рос. Первое правило королевы) (2006)

### Режисер
- «Осяяння» (1971, режисер-асистент у співавт.; реж. В. Денисенко)

Режисер-постановник
- «Ральфе, здрастуй!» (1975, т/ф, новела «Чіп»),
- «Хвилі Чорного моря» (1976, т/ф, 7, 8 с, «Катакомби»),
- «Перед екзаменом» (1977, т/ф),
- «Своє щастя» (1979, співавт. сцен. Спеціальний приз Всесоюзного фестивалю телевізійних фільмів, Баку, 1979),
- «Дрібниці життя» (1980, співавт. сцен.),
- «Два гусари» (1983, т/ф),
- «Володя великий, Володя маленький» (1985, т/ф),
- «Самотня жінка бажає познайомитися» (1986),
- «Автопортрет невідомого» (1988),
- «Ребро Адама» (1990, «Мосфільм»),
- «Жінка у морі» (1992, «Мосфільм»),
- «Приятель небіжчика» (1997),
- «Під дахами великого міста» (2002, телесер.),
- «Право на захист» (2003, т/ф, 12 с),
- «Я тебе кохаю» (2004),
- «Непрямі докази» (2005),
- «Сьоме небо» (2005, серіал),
- «Перше правило королеви» (2006),
- «Будинок-фантом у придане» (2006),
- «Саквояж зі світлим майбутнім» (2007),
- «Гальмівний шлях» (2007, серіал)
- «Дні надії» (2007)
- «Ой, мамочки…» (2008)
- «Про нього (Обітниця мовчання)» (2011)
- «Менти. Таємниці великого міста» (2012, серіал)
- «Передчуття» (2019)

### Сценарист
- «Своє щастя» (рос. Своё счастье) (1979, у співавт. з Рамізом Фаталієвим)
- «Дрібниці життя» (1980, у співавт. з Рамізом Фаталієвим)
- «Два гусари» (рос. Два гусара) (1984)
- «Володя великий, Володя маленький» рос. Володя большой, Володя маленький) (1985, т/ф)

## Нагороди
- 1997 — МКФ «Лістапад» у Мінську (Спеціальна нагорода та диплом «За гармонічне поєднання та худоєню цілістість фільму», фільм «Приятель небіжчика»)
- 1998 — Премія «Золотой Овен» (Найкращому режисеру, фільм «Приятель небіжчика»)
- 2018 — «Золота дзиґа» (2-га церемонія вручення): Премія за внесок у розвиток українського кінематографа
- 2020 — Орден «За заслуги» III ступеня[1]
- Державна премія України імені Олександра Довженка 2022 року — за видатний внесок у розвиток українського кіномистецтва[2]